# 三國志 (木偶戲)
《人形劇 三國志》（日语：人形劇 三国志、にんぎょうげき さんごくし）是日本NHK製作的木偶劇，於1982年秋至1984年春天播出，系列總計有68集。
劇情以《三國演義》為主體創作，但也進行了部分的改編，如描繪了關羽與貂蝉的關係、張飛打虎，呂蒙則是為了襯托關羽，完全被描寫成了惡人。

## 配音
- 谷隼人
  - 玄德、典韋、程昱、馬岱、馬謖、馬休、劉馥、蔡中
- 石橋蓮司
  - 關羽、張角、袁紹、劉表、馬騰、諸葛瑾、馬良、仲達、姜維、荀彧、丁原
- 千田光男
  - 張飛、夏侯淵、陳宮、張松、龐德、程普、孟優、夏侯楙
- 森本玲夫
  - 孔明、呂布、公孫瓚、何進、郭嘉、許褚、蔡瑁、劉琦、曹丕、呂蒙、夏侯惇、法正、嚴顔、車冑、督郵
- 岡本信人
  - 曹操、董卓、周瑜、陸遜、伊籍、魏延、關平、曹叡
- 伊佐山廣子
  - 美芳（張飛之妻）、玄德之母、貂蝉、弁皇子（弘農王、廢帝）、吳國太（貞姫之母）
- 長谷直美
  - 淑玲（玄德之妻）、協皇子（陳留王、後來的獻帝）、勝平（後來的關平）
- 松橋登
  - 孫權、孫策、袁術、獻帝、趙雲、馬超、許攸、管輅、劉禪、程昱、諸葛均
- 三谷昇
  - 龐統、孫堅、王允、盧植、単福、魯肅、喬國老、司馬徽、黄忠、賈詡、左慈、孟獲、呂王
- 田坂都
  - 貞姫（孫夫人）、阿斗（後來的劉禪）、勝平

## 每集標題
- 桃園結義
- 黃巾風暴
- 張角的末尾
- 英雄，在動亂之都
- 洛陽風暴
- 怪物佔京
- 燃燒洛陽
- 救出皇帝！
- 連環計
- 龍虎相搏
- 英雄張飛之淚
- 名將呂布的野心
- 在許殿打獵
- 皇帝之憂
- 關羽的決定
- 關羽的義
- 決死的千里行
- 張飛打虎
- 官渡之戰
- 帶來災難的話語
- 玄德的婚姻
- 軍師的模樣
- 三顧之禮
- 天下三分之計
- 水魚之交
- 孔明，燒毀新野
- 不祥之星
- 淑玲的死
- 決戰！百萬對一萬
- 孔明的大爭論
- 須佐科水上要塞
- 苦肉之計
- 赤壁之戰
- 放了曹操
- 風雲南郡城
- 玄德入虎穴
- 覇王之業
- 玄德的失策
- 父子再會
- 氷城
- 蜀圖
- 戰亂爭雄
- 破碎的愛情
- 三日之輪
- 凶星，在西天中閃爍
- 死在落鳳坡
- 龐統的報仇!
- 在潼關決鬥
- 關羽很危險
- 曹操的志向
- 怪物模樣
- 許昌燃燒
- 名將之死
- 玄德登位
- 五虎大將關羽出陣
- 關羽之淚
- 暗雲荊州城
- 關羽之死
- 關羽的陰影
- 曹操之死
- 漢朝結束
- 張飛之死
- 關張安息
- 玄德逝世
- 孔明之憂
- 出師表
- 淚斬馬謖
- 諸葛亮逝世於五丈原